# Jean-Pierre David
Pour les articles homonymes, voir David.
Jean-Pierre David (1737, Gex - 1784, Paris) est un médecin français du XVIIIe siècle.

## Biographie
Il remporte de nombreux prix proposés par des sociétés savantes, pour se consacrer à la chirurgie sur les offres de Lamartinière. Ses succès académiques le firent connaître du célèbre chirurgien Lecat qui lui donna sa fille unique en mariage et le destina à lui succéder dans sa place à l’Hôtel-Dieu de Rouen.
Il fut président de l'Académie des sciences, belles-lettres et arts de Rouen en 1773